# Championnat d'Argentine de football 2023
 (mars 2024).
Si vous disposez d'ouvrages ou d'articles de référence ou si vous connaissez des sites web de qualité traitant du thème abordé ici, merci de compléter l'article en donnant les références utiles à sa vérifiabilité et en les liant à la section « Notes et références ».
Navigation
Édition précédente Édition suivante
La saison 2023 du championnat d'Argentine de football est la 94e édition professionnelle de la première division en Argentine. Vingt-huit équipes disputent la compétition et tentent de succéder à Boca Juniors, le tenant du titre.
River Plate remporte le championnat et son 38e titre de champion d'Argentine.

## Clubs participants

### Changements en début de saison
| Pos. | Relégué de Primera A 2022 |
| ---- | ------------------------- |
| 25º  | Aldosivi (Mar del Plata)  |
| 26º  | Patronato (Paraná)        |

| Pos.        | Promus de Primera B Nacional 2022 |
| ----------- | --------------------------------- |
| 1º groupe A | Belgrano (Córdoba)                |
| 1º groupe B | Instituto (Córdoba)               |

| \| Buenos Aires La Plata Santa Fe Mendoza Rosario Córdoba Sgo. del Estero Tucumán Junín \| Villes représentées lors de la saison 2023 |
| Buenos Aires La Plata Santa Fe Mendoza Rosario Córdoba Sgo. del Estero Tucumán Junín                                                  |

## Compétition

### Classement
| Rang | Équipe                            | Pts | J  | G  | N  | P  | Bp | Bc | Diff |
| ---- | --------------------------------- | --- | -- | -- | -- | -- | -- | -- | ---- |
| 1    | River Plate                       | 61  | 27 | 19 | 4  | 4  | 50 | 20 | +30  |
| 2    | Talleres (Córdoba)                | 50  | 27 | 14 | 8  | 5  | 42 | 23 | +19  |
| 3    | San Lorenzo de Almagro            | 46  | 27 | 12 | 10 | 5  | 23 | 13 | +10  |
| 4    | Lanús                             | 45  | 27 | 12 | 9  | 6  | 38 | 27 | +11  |
| 5    | Estudiantes (La Plata) C          | 45  | 27 | 12 | 9  | 6  | 35 | 24 | +11  |
| 6    | Defensa y Justicia                | 44  | 27 | 12 | 8  | 7  | 36 | 23 | +13  |
| 7    | Boca JuniorsT                     | 44  | 27 | 13 | 5  | 9  | 33 | 24 | +9   |
| 8    | Rosario Central                   | 42  | 27 | 10 | 12 | 5  | 36 | 29 | +7   |
| 9    | Godoy Cruz (Mendoza)              | 41  | 27 | 11 | 8  | 8  | 37 | 32 | +5   |
| 10   | Argentinos Juniors                | 40  | 27 | 11 | 7  | 9  | 31 | 22 | +9   |
| 11   | Atlético Tucumán                  | 37  | 27 | 9  | 10 | 8  | 25 | 27 | -2   |
| 12   | Racing Club                       | 36  | 27 | 9  | 9  | 9  | 36 | 35 | +1   |
| 13   | Belgrano (Córdoba) P              | 36  | 27 | 10 | 6  | 11 | 20 | 26 | -6   |
| 14   | Newell's Old Boys (Rosario)       | 35  | 27 | 8  | 11 | 8  | 24 | 24 | 0    |
| 15   | Barracas Central                  | 35  | 27 | 8  | 11 | 8  | 25 | 30 | -5   |
| 16   | Tigre                             | 34  | 27 | 9  | 7  | 11 | 27 | 29 | -2   |
| 17   | Platense                          | 34  | 27 | 9  | 7  | 11 | 26 | 29 | -3   |
| 18   | Instituto (Córdoba) P             | 32  | 27 | 8  | 8  | 11 | 24 | 35 | -11  |
| 19   | Sarmiento (Junín)                 | 30  | 27 | 7  | 9  | 11 | 23 | 26 | -3   |
| 20   | Unión (Santa Fe)                  | 30  | 27 | 6  | 12 | 9  | 19 | 25 | -6   |
| 21   | Banfield                          | 30  | 27 | 7  | 9  | 11 | 21 | 32 | -11  |
| 22   | Gimnasia y Esgrima (La Plata)     | 30  | 27 | 7  | 9  | 11 | 24 | 38 | -14  |
| 23   | Central Córdoba (Sgo. del Estero) | 29  | 27 | 7  | 8  | 12 | 20 | 30 | -10  |
| 24   | Independiente                     | 28  | 27 | 6  | 10 | 11 | 23 | 32 | -9   |
| 25   | Vélez Sarsfield                   | 27  | 27 | 5  | 12 | 10 | 24 | 27 | -3   |
| 26   | Huracán                           | 25  | 27 | 6  | 7  | 14 | 18 | 29 | -11  |
| 27   | Colón (Santa Fe)                  | 25  | 27 | 4  | 13 | 10 | 20 | 33 | -13  |
| 28   | Arsenal                           | 22  | 27 | 6  | 4  | 17 | 18 | 34 | -16  |

| Légende : Qualifications et relégations | Légende : Qualifications et relégations                                                     |
| --------------------------------------- | ------------------------------------------------------------------------------------------- |
|                                         | Qualification pour la phase de groupe de la Copa Libertadores 2024                          |
|                                         | Qualification pour le 1er tour de la Copa Sudamericana 2024                                 |
|                                         | T : Tenant du titre C : Vainqueur de la Copa Argentina P : Club promu de Primera B Nacional |

### Classement cumulé
Le champion 2023 (River Plate), le vainqueur de la Coupe de la Ligue professionnelle argentine de football 2023 (Rosario Central), et le vainqueur de la Copa Argentina 2023 (Estudiantes (La Plata)) se qualifient pour la Copa Libertadores 2024.
Les autres places sont attribuées selon un classement cumulé prenant en compte la première phase de la Coupe de la Ligue professionnelle argentine de football 2023 et le championnat 2023.
| Rang | Équipe                           | Pts | J  | G  | N  | P  | Bp | Bc | Diff |
| ---- | -------------------------------- | --- | -- | -- | -- | -- | -- | -- | ---- |
| 1    | River Plate                      | 85  | 41 | 26 | 7  | 8  | 74 | 36 | +38  |
| 2    | Talleres (Córdoba)               | 67  | 41 | 18 | 13 | 10 | 57 | 38 | +19  |
| 3    | Rosario Central L                | 65  | 41 | 16 | 17 | 8  | 53 | 42 | +11  |
| 4    | San Lorenzo de Almagro           | 64  | 41 | 15 | 19 | 7  | 34 | 24 | +10  |
| 5    | Godoy Cruz (Mendoza)             | 63  | 41 | 16 | 15 | 10 | 51 | 41 | +10  |
| 6    | Boca Juniors T                   | 62  | 41 | 18 | 8  | 15 | 50 | 40 | +10  |
| 7    | Estudiantes (La Plata) C         | 62  | 41 | 16 | 14 | 11 | 46 | 37 | +9   |
| 8    | Racing Club                      | 60  | 41 | 15 | 15 | 11 | 58 | 51 | +7   |
| 9    | Defensa y Justicia               | 58  | 41 | 15 | 13 | 13 | 48 | 39 | +9   |
| 10   | Lanús                            | 57  | 41 | 14 | 15 | 12 | 47 | 41 | +6   |
| 11   | Belgrano (Córdoba) P             | 57  | 41 | 15 | 12 | 14 | 40 | 44 | -4   |
| 12   | Argentinos Juniors               | 54  | 41 | 14 | 12 | 15 | 50 | 45 | +5   |
| 13   | Atlético Tucumán                 | 54  | 41 | 13 | 15 | 13 | 34 | 39 | -5   |
| 14   | Platense                         | 54  | 41 | 14 | 12 | 15 | 39 | 45 | -6   |
| 15   | Newell's Old Boys (Rosario)      | 53  | 41 | 13 | 14 | 14 | 38 | 34 | +4   |
| 16   | Banfield                         | 53  | 41 | 13 | 14 | 14 | 32 | 38 | -6   |
| 17   | Instituto (Córdoba) P            | 52  | 41 | 12 | 16 | 13 | 35 | 42 | -7   |
| 18   | Huracán                          | 51  | 41 | 14 | 9  | 18 | 37 | 40 | -3   |
| 19   | Independiente                    | 51  | 41 | 12 | 15 | 14 | 38 | 43 | -5   |
| 20   | Vélez Sarsfield                  | 49  | 41 | 11 | 16 | 14 | 41 | 41 | 0    |
| 21   | Barracas Central                 | 49  | 41 | 11 | 16 | 14 | 35 | 51 | -16  |
| 22   | Central Córdoba (Sgo.del Estero) | 48  | 41 | 12 | 12 | 17 | 31 | 44 | -13  |
| 23   | Tigre                            | 47  | 41 | 12 | 11 | 18 | 35 | 42 | -7   |
| 24   | Sarmiento (Junín)                | 46  | 41 | 10 | 16 | 15 | 31 | 34 | -3   |
| 25   | Unión (Santa Fe)                 | 46  | 41 | 9  | 19 | 13 | 29 | 38 | -9   |
| 26   | Colón (Santa Fe)                 | 45  | 41 | 10 | 15 | 16 | 39 | 50 | -11  |
| 27   | Gimnasia y Esgrima (La Plata)    | 45  | 41 | 11 | 12 | 18 | 37 | 59 | -22  |
| 28   | Arsenal                          | 35  | 41 | 9  | 8  | 24 | 28 | 49 | -21  |

| Légende : Qualifications et relégations | Légende : Qualifications et relégations |
| --------------------------------------- | --- |
|                                         | Qualification pour la phase de groupe de la Copa Libertadores 2024                                                                          |
|                                         | Qualification pour le 2e tour qualificatif de la Copa Libertadores 2024                                                                     |
|                                         | Qualification pour le 1er tour de la Copa Sudamericana 2024                                                                                 |
|                                         | Relégation directe en Primera B Nacional |
|                                         | T : Tenant du titre C : Vainqueur de la Copa Argentina L : Vainqueur de la Copa de la Liga Profesional P : Club promu de Primera B Nacional |

Gimnasia y Esgrima (La Plata) et Colón (Santa Fe) étant à égalité de points, un match d'appui est joué pour désigner le club relégué. Le match disputé sur terrain neutre est gagné par l'équipe de La Plata (1 à 0) qui reste en première division.

### Classement de relégation
La relégation est calculée en prenant en compte un coefficient calculé sur les trois dernières saisons, deux équipes seront relégués en fin de saison, celle à la dernière place du classement cumulé et celle dernière du classement par coefficient (Arsenal).
| Rang | Club                    | Points 2021 | Points 2022 | Points 2023 | Total Points | Total Matchs | Moyenne |
| ---- | ----------------------- | ----------- | ----------- | ----------- | ------------ | ------------ | ------- |
| 1    | River Plate             | 75          | 76          | 85          | 236          | 120          | 1.967   |
| 2    | Boca Juniors            | 63          | 79          | 62          | 204          | 120          | 1.7     |
| 3    | Racing                  | 53          | 80          | 60          | 193          | 120          | 1.608   |
| 4    | Estudiantes (LP)        | 61          | 61          | 62          | 184          | 120          | 1.533   |
| 5    | Defensa y Justicia      | 59          | 65          | 58          | 182          | 120          | 1.517   |
| 6    | Talleres (C)            | 66          | 46          | 67          | 179          | 120          | 1.492   |
| 7    | Argentinos Juniors      | 51          | 67          | 54          | 172          | 120          | 1.433   |
| 8    | San Lorenzo             | 48          | 58          | 64          | 170          | 120          | 1.417   |
| 9    | Huracán                 | 51          | 65          | 51          | 167          | 120          | 1.392   |
| 10   | Belgrano                | —           | —           | 57          | 57           | 41           | 1.39    |
| 11   | Vélez Sarsfield         | 70          | 46          | 49          | 165          | 120          | 1.375   |
| 12   | Gimnasia y Esgrima (LP) | 51          | 65          | 45          | 161          | 120          | 1.342   |
| 13   | Rosario Central         | 50          | 46          | 65          | 161          | 120          | 1.342   |
| 14   | Tigre                   | —           | 63          | 47          | 110          | 82           | 1.341   |
| 15   | Godoy Cruz              | 46          | 51          | 63          | 160          | 120          | 1.333   |
| 16   | Independiente           | 58          | 51          | 51          | 160          | 120          | 1.333   |
| 17   | Newell's Old Boys       | 39          | 63          | 53          | 155          | 120          | 1.292   |
| 18   | Colón                   | 64          | 45          | 45          | 154          | 120          | 1.283   |
| 19   | Instituto               | —           | —           | 52          | 52           | 41           | 1.268   |
| 20   | Atlético Tucumán        | 40          | 57          | 54          | 151          | 120          | 1.258   |
| 21   | Barracas Central        | —           | 53          | 49          | 102          | 82           | 1.244   |
| 22   | Banfield                | 47          | 49          | 53          | 149          | 120          | 1.242   |
| 23   | Lanús                   | 56          | 36          | 57          | 149          | 120          | 1.242   |
| 24   | Unión                   | 53          | 49          | 46          | 148          | 120          | 1.233   |
| 25   | Platense                | 45          | 42          | 54          | 141          | 120          | 1.175   |
| 26   | Central Córdoba (SdE)   | 43          | 49          | 48          | 140          | 120          | 1.167   |
| 27   | Sarmiento (J)           | 36          | 53          | 46          | 135          | 120          | 1.125   |
| 28   | Arsenal (R)             | 33          | 47          | 35          | 115          | 120          | 0.958   |

Source: AFA

## Bilan de la saison
| Championnat d'Argentine de football 2023 | |
| Champion                                 | River Plate (38e titre)                                                                                           |
| Coupes et trophées                       | |
| Vainqueur de la Coupe d'Argentine 2023   | Estudiantes (La Plata)                                                                                            |
| Qualifications continentales             | |
| Copa Libertadores 2024                   | River Plate Talleres (Córdoba) Rosario Central Estudiantes (La Plata) San Lorenzo de Almagro Godoy Cruz (Mendoza) |
| Copa Sudamericana 2024                   | Boca Juniors Racing Club Defensa y Justicia Lanús Belgrano (Córdoba) Argentinos Juniors                           |
| Promotions et relégations                | |
| Promus en Primera A                      | Independiente Rivadavia (Mendoza) Deportivo Riestra                                                               |
| Relégués en Primera B Nacional           | Arsenal Colón (Santa Fe)                                                                                          |